# Сто двадцять тисяч у рік
«Сто двадцять тисяч в рік» — радянський німий художній фільм, знятий режисером Григорієм Черняком в 1929 році на студії «Межрабпомфільм». Прем'єра фільму відбулася 6 серпня 1929 року. Фільм не зберігся.

## Сюжет
У центрі сюжету боротьба Доленко, молодої дівчини, техніка-винахідника текстильного виробництва з консерваторами, які заважають впровадженню нового і прогресивного, яке може дати істотний приріст прибутку і виробництва продукції. Технік-конструктор Доленко в ході роботи, виявляє похибку машини, через яку текстильна фабрика щорічно втрачає близько 120 тисяч метрів матерії. Нова конструкція, запропонована дівчиною-винахідницею, відкинута технічним директором Груздєвим. Але її починання, знаходять співчуття і підтримку у директора фабрики Дроздова. Комісія тресту, куди вона направила свої зауваження і пропозиції, підтвердила висновок Груздєва. Через невдачі, Доленко захворює.

## У ролях
- Віра Марецька —  Доленко, технік-винахідник
- Олександр Чистяков —  Дроздов, червоний директор
- І. Кученко —  Груздєв, технічний директор
- Ра Мессерер —  Людочка
- Олена Тяпкіна —  Груздєва
- Іван Чувельов —  сусід по квартирі
- Олексій Муравін —  майстер

## Знімальна група
- Режисер — Григорій Черняк
- Сценаристи — Йосип Прут, Григорій Черняк
- Оператор — Василь Пронін
- Художник — Іван Степанов